# Křížkový Újezdec
Obec Křížkový Újezdec se nachází v okrese Praha-východ, kraj Středočeský. Rozkládá se asi 23 km jihovýchodně od centra Prahy a devět kilometrů jihozápadně od města Říčany. Žije zde 320 obyvatel.

## Části obce
- Křížkový Újezdec
- Čenětice

## Historie
První písemná zmínka o obci pochází z roku 1349.

### Územněsprávní začlenění
Dějiny územněsprávního začleňování zahrnují období od roku 1850 do současnosti. V chronologickém přehledu je uvedena územně administrativní příslušnost obce v roce, kdy ke změně došlo:
- 1850 země česká, kraj Praha, politický i soudní okres Jílové[4]
- 1855 země česká, kraj Praha, soudní okres Jílové[4]
- 1868 země česká, politický okres Karlín, soudní okres Jílové[4]
- 1884 země česká, politický okres Královské Vinohrady, soudní okres Jílové[5]
- 1921 země česká, politický okres Královské Vinohrady sídlo Jílové, soudní okres Jílové[6]
- 1925 země česká, politický i soudní okres Jílové[7]
- 1939 země česká, Oberlandrat Praha, politický i soudní okres Říčany[8]
- 1942 země česká, Oberlandrat Praha, politický okres Praha-venkov-jih, soudní okres Jílové[9]
- 1945 země česká, správní i soudní okres Jílové[10]
- 1949 Pražský kraj, okres Praha-východ[11]
- 1960 Středočeský kraj, okres Praha-východ[12]

### Rok 1932
Ve vsi Křížkový Újezdec (179 obyvatel) byly v roce 1932 evidovány tyto živnosti a obchody: 2 hostince, kovář, krejčí, obuvník, rolník, řezník, obchod se smíšeným zbožím, spořitelní a záložní spolek, trafika.

## Doprava
Dopravní síť
- Pozemní komunikace – Obcí prochází silnice III. třídy. Ve vzdálenosti 1 km lze dojet na silnici II/603 Praha – Jesenice – Kamenice – Poříčí nad Sázavou.

- Železnice – Železniční trať ani stanice na území obce nejsou.

Veřejná doprava 2011
- Autobusová doprava – V obci měla zastávku března 2011 příměstská autobusová linka Praha,Budějovická – Kamenice,Kult.dům (v pracovních dnech 11 spojů, o víkendech 5 spojů) (dopravce Veolia Transport Praha, s. r. o.).

## Další fotografie

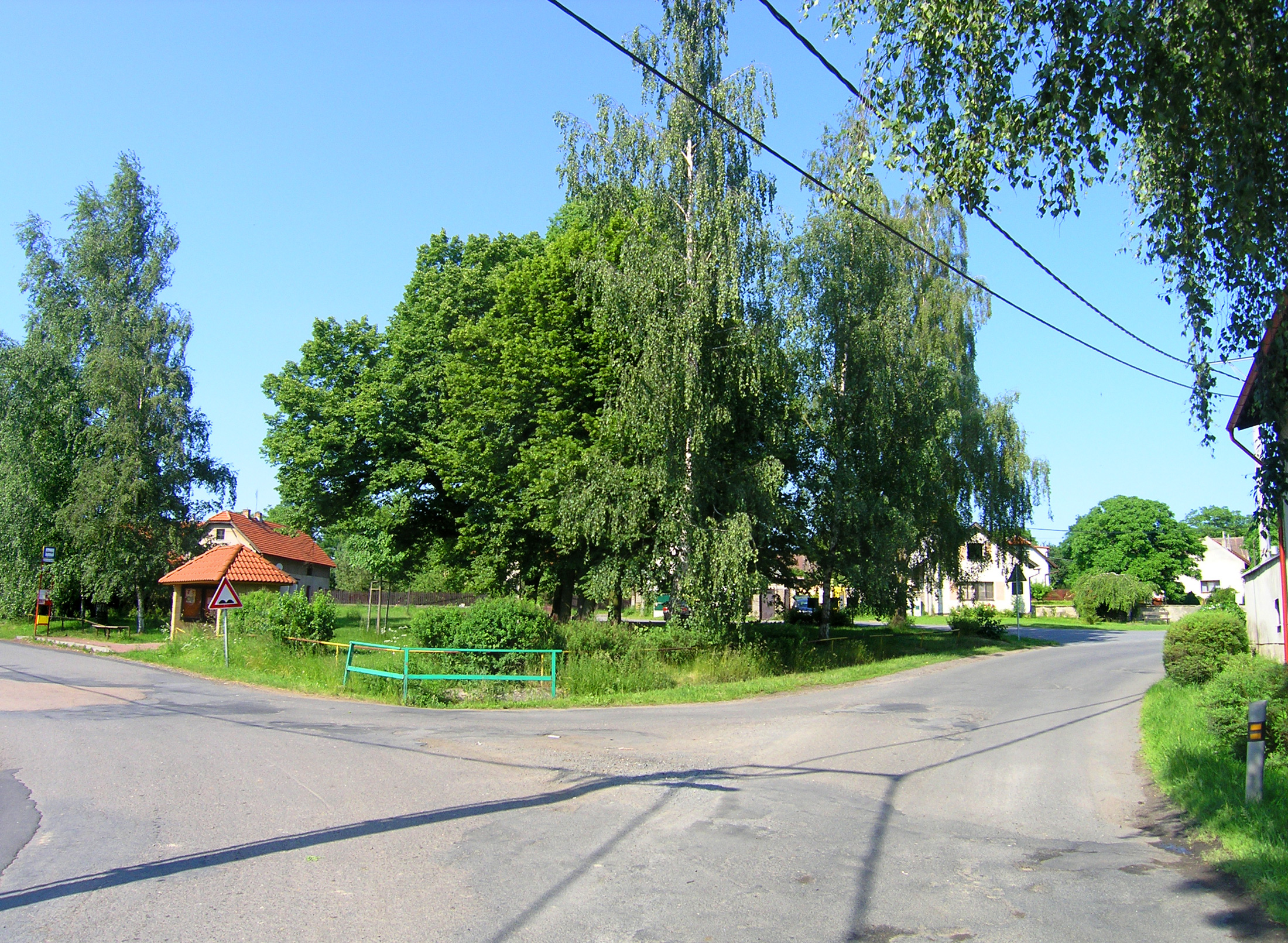
Náves
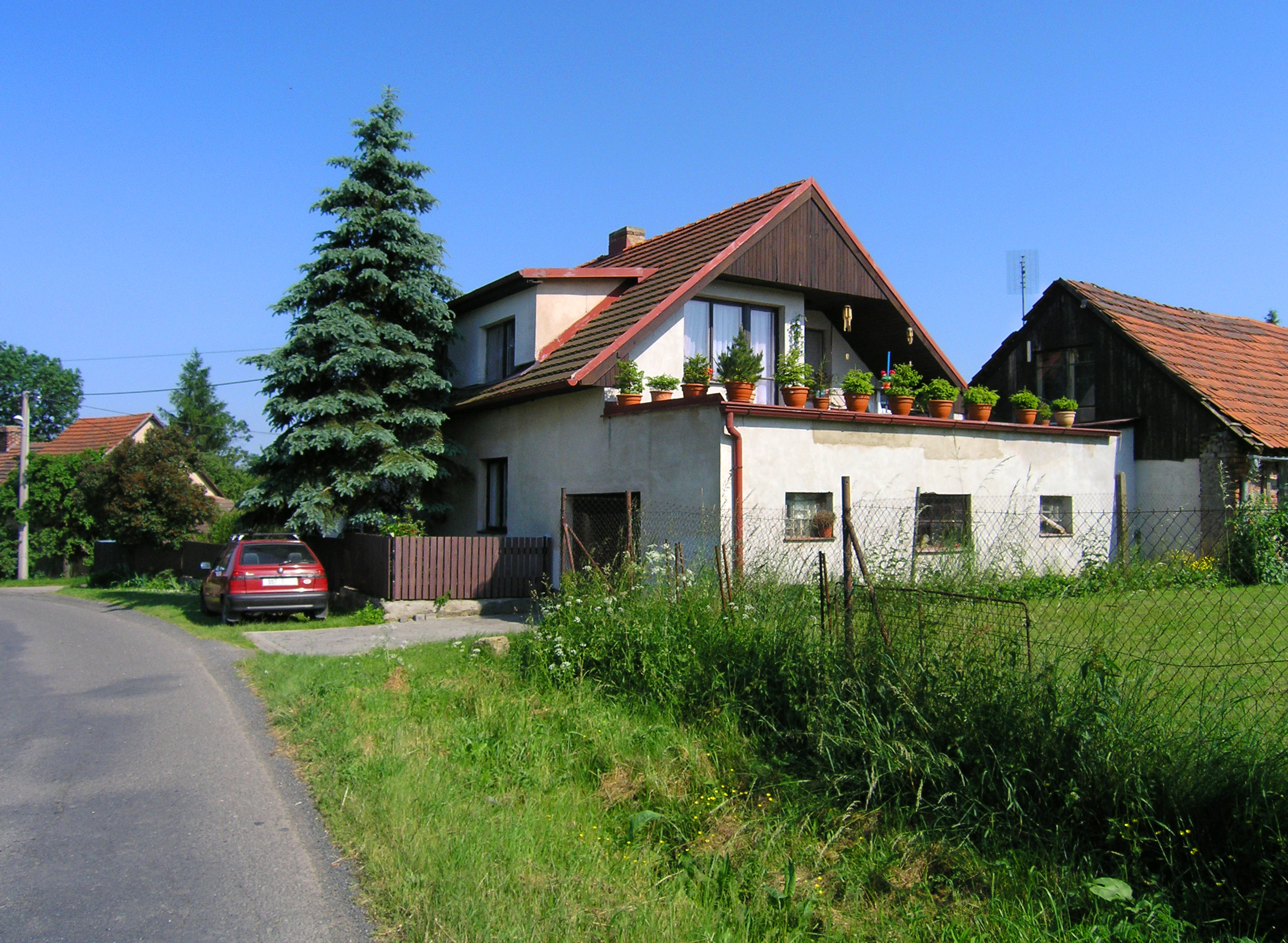
Příjezd od Sulice
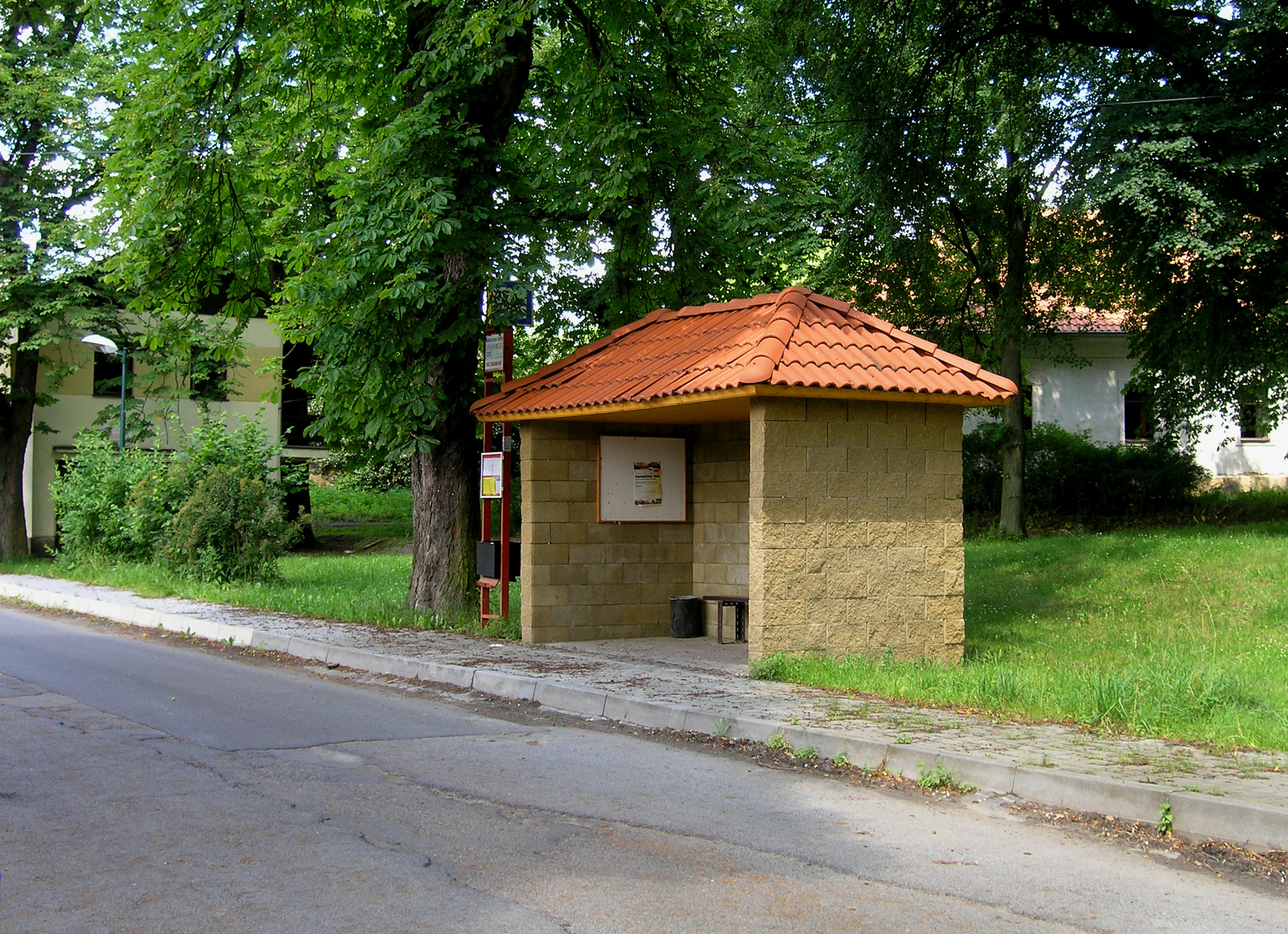
Zastávka v Čeněticích – části Křížkového Újezdce